# Gliese 229 B
Gliese 229 B è stata la prima nana bruna scoperta, individuata nel 1995 attorno alla stella nana rossa Gliese 229 nella costellazione della Lepre, grazie al Telescopio spaziale Hubble. Dista dalla terra 19 anni luce ed è una nana bruna binaria, con le due componenti molto simili tra loro e una massa totale di circa 71 volte quella di Giove. Ruota attorno alla sua stella in circa 217 anni ad una distanza media di 28,9 au da Gliese 229 A.
Uno studio del 2024 basato da osservazioni con gli strumenti GRAVITY e CRIRES+ del Very Large Telescope hanno portato alla scoperta della natura binaria della nana bruna: le due componenti sono denominate Gliese 229 Ba e Gliese 229 Bb, le cui masse sono rispettivamente 38 e 34 masse gioviane. Le due nane brune orbitano attorno al comune centro di massa in 12,1 giorni e il loro semiasse maggiore è di 0,042 unità astronomiche, vale a dire 6,283 milioni di chilometri.